# Kościół ewangelicki w Lipie
Kościół ewangelicki w Lipie – kościół, który znajdował się w Lipie w województwie dolnośląskim,  rozebrany po 1945 roku.

## Historia
W 1861 r. urodzony w Lipie legnicki kupiec W. J. Hoppe ufundował dla kościoła wieżę i dzwony.
Budowla została rozebrana przez ludność wsi po 1945 r. Wyposażenie zostało zniszczone, część trafiła do innych kościołów.